# Aerenea trigona
Aerenea trigona là một loài bọ cánh cứng trong họ Cerambycidae.